# Информисаност пацијента
Информисаност пацијента један је од стандарда етичког понашања, које се очекује од лекара и других медицинских радника у њиховом свакодневном раду са пацијентима. Тиме медицинска струка доказује да поштујући право пацијента и његову аутономију, која омогућава сваком кориснику здравствених услуга, да на основу добијених информација слободно бира свога лекара, да прихвати или одбије савет, и да доноси сопствене одлуке о медицинском третману и процедурама.
По питању међусобне информисаности, однос лекар - пацијент је изузетно важан, али често и сложен процес. Без обзира на брзи технолошки развој и нове дилеме и питања који се стављају пред лекара, базична вредност тога односа заснована је на међусобној комуникацији и размени информација, која се није се променила од Хипократовог периода. Пацијент се увек нада да ће бити излечен, или да ће му бити смањењене патње и то жели да чује од лекара, а лекар очекује да ће у међусобном односу са пацијентом успостави коректн дијагнозу и адекватан третман.

## Основне поставке
Аутономија пацијента, као један је од основних постулата медицинске етике, омогућава му да на основу личних сазнања, доносе сопствену одлуку у вези са медицинским третманом Да би ту одлуку донео пацијенту морају бити доступне све релевантне информације о свом стању, и свим опцијама тлечења. У том циљу лекари помажу пацијенту у доношењу одлуке, правовременим и истинитим информацијама: о природи његове болести, њеним могућим последицама, могућем узроку болести и доступном лечењу, као и о могућим позтивним и/или лошим учинцима или ризицима лечења.
Савет за национално здравље и медицинска истраживања Аустралије (National Health and Medical Research Council) схватајући значај информисаности пацијента у јуну 1993. године, формулисао је опште препоруке за лекаре у обезбеђивању свих релевантих информација пацијенту.
- Информације треба да буду понуђене у форми и маниру који помаже пацијенту да разуме проблем и доступне опције третмана на начин који одговарају пацијентовој личности, очекивањима, страховима, веровањима, вредностима, културном наслеђу те околностима у којима се пацијент налази.
- Лекари треба да пацијенту дају савет, који никако не би требало да буде у облику принуде, а пацијент је слободан да тај савет прихвати или одбије.
- Пацијенте треба охрабривати да доносе своје сопствене одлуке.
- Пацијенти треба бити искрени и поштени у давању информација о свом здрављу, а лекари их треба да охрабрују у томе.

Како лекару није у могућности да увек обезбеди комплетну информацију или предвиди све могућности исхода лечења или вероватноће појаве ризика, веома је важано са пацијентом остварити отворен и искрен однос без обостраног прећуткивања (између пацијента и лекара). Сваки од њих поседује различите информације и мишљења о истоветним проблемима који су важни за доношење одлуке о пацијентовом здрављу, односно излечењу болести.
Међусобна размена информација и консултација између лекара и пацијената често се одвија у широком дијапазону околности, понекад и у условима ограниченог времена,  које понекад нису идеални за квалитетну размену информација. Како је пацијент тај који је болестан или повређен, код њега као и код његове родбине често се јавља стања анксиозности или страха. Због наведених, као и других разлога, лекар или други здравствени радник мора имати у виду да пацијент може имати потешкоће у разумевању и схватању лекарске информације. Зато је веома важно да се сви здравствени радници током давања информација имају стрпљења и да у изражавању користе  једноставан  (народни) језик ослобођен од стручних или латински речи (из свакодневног медицинских жаргона).

## Информације које треба дати пацијенту
Здравствени радници би у процесу информисања обавезно требало да обаве разговор са пацијентима о следећим питањима:
1. Могућа или вероватна природа болести
2. Који приступ се предлаже у испитивању, дијагнози и терапији:
- Ко ће изводити третман
- Очекиване користи, од терапије или интервенције
- Пропратне појаве и ризици третмана,
- Да ли је интервенција конвенционална или експериментална,

3. Друге могућности за испитивање, дијагнозу и третман
4. Степен несигурности било које дијагнозе до које се дође, као и ниво несигурности о коначним резултатима терапије
5. Могуће последице уколико се не изаберу предложене дијагностичке процедуре и интервенције, или уколико се уопште не спроведе испитивање и терапија
6. Остале значајне и дугорочне физичке, емоционалне, менталне, социјалне, сексуалне или друге последице које могу бити придружене препорученим интервенцијама;
7.  Време које је потребно за лечење, цена коштања  и обим новчаног учешћа пацијент у партиципацији трошкова.

## Значај комуникационе вештине лекара за добру информисаност пацијента
Добре комуникацијске способности које лекар треба да поседује од посбеног су значаја, не само за успешну међусобну информисаност већ и за добар однос лекар-пацијент.  Традиционално размишљање да је поседовање добрих комуникационих вештина, у личности појединца, погрешно је. Данас је прихваћено мишљење да је комуникација у односима са другим клиничка вештина која може бити научена. 
За неке лекаре кажемо да су „добри“ или да су „лоши“ у контакту са пацијентом, углавном због лоше остварених комуникација, које могу настати:
- Због недостатака тренинга у комуникационим способностима, превнствено изазваних неадекватном улогом наставника у току тренинга и лошег узора
- Због недостатака, у самом лекару, која се огледа у неспособности лекара да успостави добру комуникацију са пацијентима
- Због недостатака времена проведеног у ординацији или клиничкој пракси
- Због несвесне напетости и смањене пажње, најчешће због нерешених емоционалних и психичких проблема самог лекара
- Због неадекватне праксе у обављању и руковођењу пословима.

Лекари клиничке праксе би требало да развију способност, ако је већ не поседују, да кроз добру комуникацију са пацијентом информације о озбиљности болести пренесу са осећајем мере и суптилност, поготово када су суочени са фаталним обољењима.

## Уздржавање од информација
Уздржавање од давања информација пацијенту, у медиицинској етици и медицинсском праву ограничено је само у веома малом броју ситуација:
- Ако лекар процени да пацијентово физичко или психичко здравље може озбиљно бити угрожено давањем информација.
- Уколико пацијент да право лекару да сам доноси одлуке или не жели да прими понуђену информацију. Чак и у тим случајевима лекар је дужан да пацијенту да основне информације о болести и предложеним интервенцијом.
- У ургентним стањима пацијента, када је интервенцију потребна хитно обавити,  не може се пружити информација пацијенту, због ограниченог времена потребно за деловање у сврху спасавања људског живота или спречавањаа озбиљних повреда.[7]

Супротстављени ставови
| „ | Заговорници доследног поштовања принципа информисане сагласности, износе да је то и етички и правно заснована обавеза лекара. Истичу се разни аргументи у прилог ове тезе. Тако се, на пример, наводи да се пацијентово право на самоодређење у односу на своје тело не сме жртвовати никаквих медицинским циљевима. Каже се да начело честитости мора да влада у односу између лекара и пацијента, а он захтева, између осталог, обострано изношење пуне истине. Наводе се истраживања која показују да су штете од потпуног информисања предимензиониране од лекара, а да су користи веће. Истиче се да је сарадња пацијента у лечењу боља, да се бол и патња лакше подносе и да је опоравак после операције бржи. Износи се да најразорније на човека делује страх од непознатог, од онога што се само претпоставља. Потеже се и аргумент да лекари често избегавају саопштити истину пацијенту који болује од тешке и неизлечиве болести, зато што сами нису у стању суочити се са смрћу. И, најзад, оно најважније, скривање истине од пацијента онемогућава његово разумно одлучивање о ономе што је његово неприкосновено право. | ” |

## Ко треба и да ли треба са истином, увек да упозна пацијента?
Пацијент има право да буде информисан истинито о својој болести,мада се поставља питање можда он има право и да то не зна. Зато се поставља питање ко би требало да каже пацијенту истину о озбиљности његове болести? Најбоље је да то учини породични лекар у кога пацијент има највише поверења и то најбоље у присуству чланова породице.
Међутим, често се дешава да пацијент ту информацију добије од лекара који му је донекле „странац“ - у болници. У таквим случајевима мора се водити рачуна да се пацијенту не приђе на хладан и само професионалан начин.

Никада не треба убити наду и, без обзира колико прогноза била инфаустна, увек треба проценити да ли дати пацијенту другу могућност: 
| „ | ...јер у природи ствари увек када затворимо врата иза нас пред нама су и дуга врата која треба отворити и видети шта се налази иза њих. | ” |